# 国際単位系国際文書
国際単位系 国際文書（こくさいたんいけい　こくさいぶんしょ、仏: Le Système international d'unités、英: The International System of Units）は、国際度量衡局（BIPM）が発行する国際単位系(SI)の規格書である。国際単位系の解釈と運用に当たっての最も権威ある原典である。
1970年に第1版が発行され、2022年時点の最新版は2019年の第9版（Ver 2.01、2022年12月）である。なお、SIの公式文書はフランス語によるものであり、正式な本文の確認が必要な場合、あるいは、文章の解釈に疑義がある場合は、フランス語版を参照する必要がある。

## 名称
この国際文書のフランス語による名称は単に“Le Système international d’unités”、英語による名称は単に“The International System of Units”とすることが、第26回CGPM(2018)で決議されている。略称は、SI Brochure である。日本語では、「SI国際文書」と呼ばれることが多い。

## 概要
国際単位系は1948年に発意され1960年に一応の確立を見たが、その後に様々な改訂がなされてきた。国際単位系国際文書は、この国際単位系(SI)の正しい解釈と運用を記述するものとして、1970年からBIPMにより発行されてきた。原典はフランス語で記述されており、1985年の第5版からは、英語版も発行されている。

## 各版の経緯
1970年の第1版以降の経緯は次の通りであり、これらはBIPMのページで閲覧できる。
これらの仏語と英語による過去の版および最新版の国際文書は、Creative Commons Attribution 3.0 IGOとなっており、適切なクレジットを付ければ、無制限の利用、配布、すべてのメディアによる複製が許されている。
| 年         | 版            | 言語1  | 言語2  | ページ数 | ISBN                   | NIST英語版 | 日本語訳版 |
| ---------- | ------------- | ------ | ------ | -------- | ---------------------- | ---------- | ---------- |
| 1970年     | 第1版         | 仏語版 |        | 12       |                        | 1971年版   |            |
| 1973年     | 第2版         | 仏語版 |        | 12       |                        | 1974年版   | 1973年版   |
| 1977年     | 第3版         | 仏語版 |        | 13       | ISBN 92-822-2045-1     | 1977年版   | 1977年版   |
| 1981年     | 第4版         | 仏語版 |        | 16       | ISBN 92-822-2067-2     | 1981年版   | 1981年版   |
| 1985年     | 第5版         | 仏語版 | 英語版 | 16       | ISBN 92-822-2092-3     | 1986年版   | 1985年版   |
| 1991年     | 第6版         | 仏語版 | 英語版 | 16       | ISBN 92-822-2112-1     | 1991年版   | 1991年版   |
| 1998年     | 第7版         | 仏語版 | 英語版 | 23       | ISBN 92-822-2154-7     | 2001年版   | 1998年版   |
| 2000年     | 第7版補遺     | 仏語版 | 英語版 | 4        |                        |            |            |
| 2006年     | 第8版         | 仏語版 | 英語版 | 34       | ISBN 92-822-2213-6     | 2008年版   | 2006年版   |
| 2014年     | 第8版補遺     | 仏語版 | 英語版 | 8        |                        |            |            |
| 2019年     | 第9版Ver.1.08 | 仏語版 | 英語版 | 28       | ISBN 978-92-822-2272-0 | 2019年版   | 2019年版   |
| 2022年12月 | 第9版Ver.2.01 | 仏語版 | 英語版 | 28       | ISBN 978-92-822-2272-0 | 存在しない | 存在しない |

（注）ページ数は、表紙、ノート、BIPM紹介、目次、緒言、付録、索引などを除いた、BIPM 第9版Ver2.01仏語版の本文のみのもの。日本語版や他の言語版のページ数はこれと異なる場合がある。
最新版は、第9版のVer 2.01(2022年12月)である。この2.01版は2022年11月18日に第27回CGPMが承認した4つの新しいSI接頭語（ ロナ、クエタ、 ロント、クエクト）を含めたものである。

### NIST版
米国のNIST（アメリカ国立標準技術研究所）は、米国での運用のために、BIPM版にわずかの編集を施して、NIST Special Publication 330: The InternationalSystem of Units (SI)(NIST SP 330)として、別に発行している。最新版は2019年版である。
NIST版は、前項の表に示したとおりである。BIPM版との主な相違点は下記の通りである。
1. 1970-1986年までは、NISTの前身であるNBS、1991-2019年は、NISTが発行元である。
2. タイトルは、一貫して、Special Publication 330 である。「SP 330」と略称される。
3. BIPM版とは異なり、版番号をうたっていない。
4. 1970－2019年版まで一貫して、小数点はBIPM版での「コンマ」に替えて、「ピリオド」を用いている。
5. 1970-1974年までは、綴りとして、BIPMと同一の、metre, deca, caesium, litre, tonne を用いている。1977年以降は、meter, deka, cesium, liter, metric ton を用いている。
6. 1970-1991年版までは、イギリスのNPLとの共同訳であることをうたっている。
7. 1998年版は、2000年6月補遺版を含んでいて、2001年版と称している。
8. 2008年版には、4.3節を設けて、BIPM版には存在しない表10（curie, roentgen, rad, remの4単位の表）を付け加えている。これは、全ての版を通じて、BIPM版との最も大きな相違点である。
9. 2008-2019年版では、リットルの記号は「L」のみを掲げている（BIPM版では、1981年版（第4版）以降、l,L の2つを掲げているリットル#記号のゆれ。）

#### NIST SP 811
Special Publication 330(SP 330)をベースとして、様々な解説、単位換算表などを付加した、NIST SP 811:Guide for the Use of theInternational System of Units (SI) も発行している。最新版はBIPM版（第8版,2006年）に基づいた2008年版であり、BIPM版（第9版,2019年）に基づいたものは2022年1月現在、未刊行である。

### 日本語版
産業技術総合研究所 計量標準総合センター（およびその前身）によって、BIPM版（英語版）が日本語に翻訳されてきた。最新版の日本語版は下記である。
- BIPM 著、産業技術総合研究所 計量標準総合センター 訳『国際単位系（SI）第9版（2019）日本語版』産業技術総合研究所 計量標準総合センター、2020年3月。　【正誤表】 2022年7月15日 更新『国際単位系（SI）第9版（2019）正誤表』（pdf）産業技術総合研究所 計量標準総合センター、2022年7月15日。

第9版までの変遷は下記の通りである。
| 年     | 版        | タイトル                                                                         | ISBN                   | 判型  | 全ページ数 | 本文ページ数 | 訳編など                                                | 発行者           | 出版年月日                   | pdf版のURL |
| ------ | --------- | -------------------------------------------------------------------------------- | ---------------------- | ----- | ---------- | ------------ | ------------------------------------------------------- | ---------------- | ---------------------------- | --- |
| 1991年 | 第6版     | 国際単位系 国際文書第6版(1991)日本語版                                           | ISBN 4-542-40144-8     | A5版  | 96         | 23           | 訳編：工業技術院計量研究所、(社)日本計量協会            | (財)日本規格協会 | 1992年7月5日第1版第1刷       | |
| 1998年 | 第7版     | 国際文書第7版(1998) 国際単位系(SI) グローバル化社会の共通ルール 日本語版         | ISBN 4-542-30135-4     | A5版  | 113        | 41           | 訳・監修：工業技術院計量研究所                          | (財)日本規格協会 | 1999年11月30日第1版第1刷     | |
| 2006年 | 第8版     | 国際文書第8版(2006)/日本語版 国際単位系(SI) 安心・安全を支える世界共通のものさし | ISBN 978-4-542-30182-5 | A5版  | 133        | 34           | 訳・監修：(独)産業技術総合研究所 計量標準総合センター   | (財)日本規格協会 | 2007年12月19日第1版第1刷発行 | 国際文書第8版(2006) 国際単位系(SI)日本語版 |
| 2014年 | 第8版補遺 |                                                                                  |                        |       |            |              |                                                         |                  |                              | |
| 2019年 | 第9版     | 国際単位系（SI）第9版（2019）日本語版                                            |                        | pdf版 | 103        | 27           | 訳・監修：(国研)産業技術総合研究所 計量標準総合センター |                  | 2020年3月                    | 国際単位系（SI）第9版（2019）日本語版 【正誤表】 2022年7月15日 更新『国際単位系（SI）第9版（2019）正誤表』（pdf）産業技術総合研究所 計量標準総合センター、2022年7月15日。 |

（注）本文ページ数は、表紙、ノート、BIPM紹介、目次、緒言、付録、索引などを除いたもので、BIPM第9版仏語版Ver.1.08の本文と対応している。日本語版は、2023年3月現在、BIPM第9版のVer.2.01には対応しておらず、したがって４つの新しいSI接頭語は含まれていない。

### 各国語版
国際単位系(SI)国際文書は、それぞれの国の計量標準に関する文書として重要であり、様々な言語に翻訳されている。例えば、ブルガリア語、中国語、チェコ語、英語、ドイツ語、日本語、韓国語、ポルトガル語、ルーマニア語、スペイン語に翻訳されている。
- スペイン語版[57]

## JIS規格など
SIは日本産業規格にもなっている。NISTのSP811同様に、解説や単位換算表などを付加している。
- 「国際単位系（SI）とその使い方」（JIS Z 8000-1：2014）

ISO も国際文書をベースにSI単位に関する指針、ガイド、解説書を出版している。

## 構成
最新版である第9版（2019年）の日本語版の構成を示す。末尾の数字はページ数である。全体で103ページあるが、1.～5.が本文（全27ページ）である。
付録1 の「CGPMの決定とCIPMの決定」のページ数がもっとも多い。
- 国際単位系（SI）第 9 版（2019）日本語版について 　1
- 表紙　　1
- 国際度量衡局 (BIPM) とメートル条約　　3
- 目次　　2
- 第9版への緒言　　2
- 本文に関する注釈　  1

- 付録1：国際度量衡総会(CGPM)および国際度量衡委員会(CIPM)の決定　　48
- 付録2：いくつかの重要な単位の定義の実現方法　　1   （電子媒体のみで刊行。入手先は）
- 付録3：光化学的および光生物学的な量の単位　　1　　 （電子媒体のみで刊行。入手先は）
- 付録4： 国際単位系およびその基本単位の発展の歴史　　9
- 略語リスト　　2
- 索引　　5